# Vụ nổ máy nhắn tin tại Liban 2024
Vào ngày 17 tháng 9 năm 2024, khoảng 15:30 giờ địa phương, hàng nghìn máy nhắn tin cầm tay do Hezbollah, một đảng phái chính trị và nhóm chiến binh của Liban, sử dụng đã đồng loạt phát nổ trên khắp Liban và Syria. Có ít nhất chín người thiệt mạng và hơn 2.750 người bị thương, bao gồm các thành viên Hezbollah và dân thường. Một quan chức Hezbollah nói với Cơ quan Thông tấn Quốc gia rằng đây là "vụ vi phạm an ninh lớn nhất từ trước đến nay" của tổ chức này.